# SexyBack
„SexyBack“ je pjesma američkog pjevača i tekstopisca Džastina Timberlejka sa njegovog drugog studijskog albuma, „FutureSex/LoveSounds“ (2006). Izdata je 18. jula 2006 godine strane Džajv rekordsa kao vodeći singl sa albuma. Napisali su je i producirali Timberlejk, Timbalend i Nejt Hils. Diskutujući o pjesmi, Timberlejk je otkrio da je želio biti ozbiljniji pjevajući u rok a ne u ritam i bluz stilu. Opisao je „SexyBack“ kao kad bi Dejvid Bouvi i Devid Birn otpjevali pjesmu iz 1970. „Sex Machine“ od Džejmsa Brauna. Pjesma sadrži Timbalendove prateće vokale dok je Timberlejkov glas izobličen. Neki od instrumenata koji se mogu čuti su električne gitare i perkusije.
Uprkos mješovitim kritikama, „SexyBack“ je postala Timberlejkov prvi broj jedan singl na „Bilbordu hot 100“ ostajući sedam nedelja na prvom mjestu. Takođe je bila na vrhu nekoliko drugih „Bilbordovih“ top-lista poput „Bilbord pop 100“ i „Digitalni singlovi“ da bi bila među prvih deset u većini ostalih zemalja. U Ujedinjenom Kraljevstvu je takođe bila prvi pjevačev prvi broj jedan singl. U Australiji je bila njegov drugi kome je to pošlo za rukom vodeći nacionalnu top-listu dvije nedelje. „SexyBack“ je odlikovana tri puta platinastim tiražom od strane Američkog udruženja diskografskih kuća i još tri puta od strane istog kanadskog udruženja.
„SexyBack“ je osvojila Gremi nagradu za najbolju dens pjesmu. Takođe je osvojila Nagradu publike za omiljenu ritam i bluz pjesmu i donijela je Timberlejku nagradu za najboljeg muškog izvođača godine 2007. na dodjeli MTV video muzičkih nagrada. Njen muzički spot je snimjen u junu 2006. Timberlejk je odlučio da radi sa režiserom Majklom Hausmanom inspirisanom spotom koji je režirao za Madoninu pjesmu iz 1994, „Take a Bow“.